# Caloplaca xanthostigmoidea
Caloplaca xanthostigmoidea är en lavart som först beskrevs av Räsänen, och fick sitt nu gällande namn av Alexander Zahlbruckner. Caloplaca xanthostigmoidea ingår i släktet orangelavar och familjen Teloschistaceae.  Arten är reproducerande i Sverige. Inga underarter finns listade i Catalogue of Life.

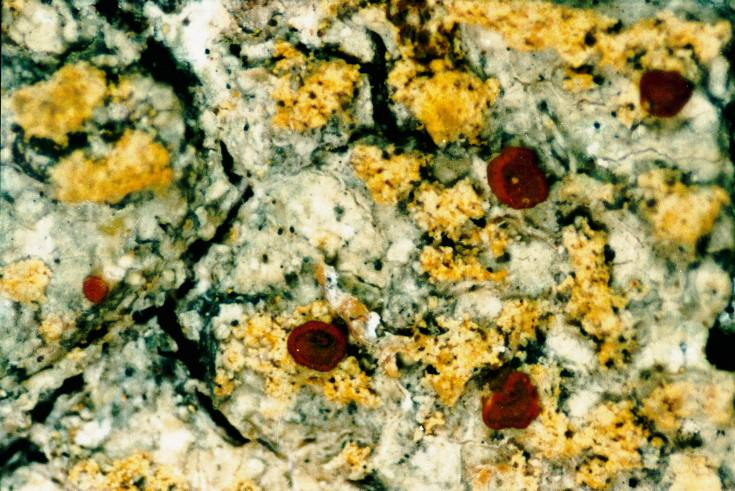
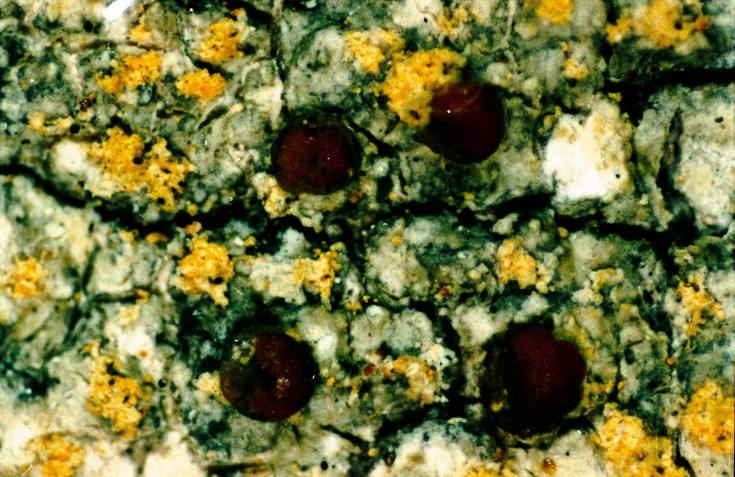
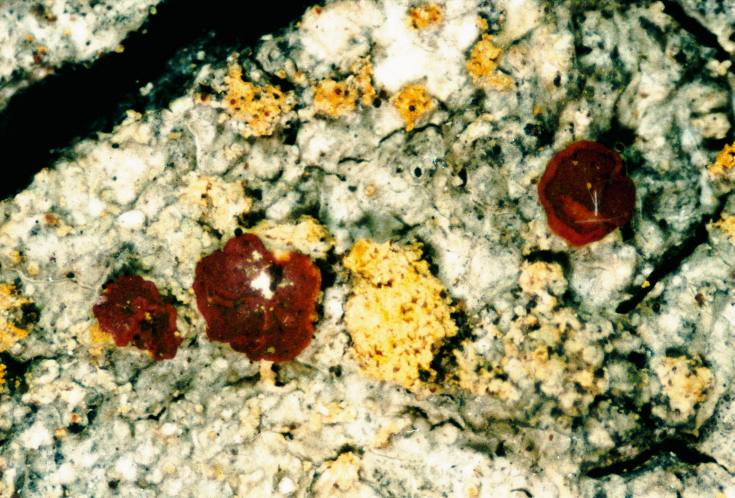
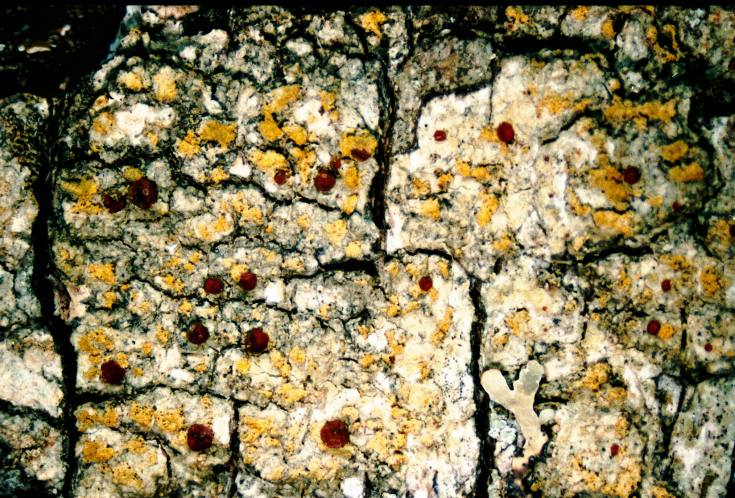